# 1932년 동계 올림픽 스피드스케이팅
제3회 동계 올림픽의 스피드 스케이팅은 1932년 2월 4일부터 2월 8일까지 미국 레이크플래시드에서 열렸다. 2개를 제외한 모든 메달이 미국과 캐나다에 돌아갔고, 여성은 시범 경기에만 참가했다. 여자 시범경기는 2월 8일부터 2월 10일까지 열렸다. 여자 종목은 시범 경기이기 때문에 메달이 수여되지 않았다.

## 참가 국가
6개 국가로부터 온 31명의 선수들이 경기에 참가하였다. 그리고 시범경기인 여성 종목에서는 캐나다와 미국에서 온 총 10명의 선수들이 경기에 참가하였다.
| - 노르웨이 - 미국 - 스웨덴 |  | - 일본 - 캐나다 - 핀란드 |

## 메달 집계

### 최종 순위
| 순위 | 국가     | 금메달 | 은메달 | 동메달 | 합계 |
| ---- | -------- | ------ | ------ | ------ | ---- |
| 1    | 미국     | 4      | 1      | 0      | 5    |
| 2    | 노르웨이 | 0      | 2      | 0      | 2    |
| 3    | 캐나다   | 0      | 1      | 4      | 5    |

### 메달리스트

#### 남자
| 종목          | 금               | 은                       | 동                     |
| ------------- | ---------------- | ------------------------ | ---------------------- |
| 500m 자세히   | 잭 쉐어 · 미국   | 베른트 에벤센 · 노르웨이 | 알렉산더 허드 · 캐나다 |
| 1500m 자세히  | 잭 쉐어 · 미국   | 알렉산더 허드 · 캐나다   | 윌리 로건 · 캐나다     |
| 5000m 자세히  | 어빙 제피 · 미국 | 에디 머피 · 미국         | 윌리 로건 · 캐나다     |
| 10000m 자세히 | 어빙 제피 · 미국 | 이바르 발랑루 · 노르웨이 | 프랑크 스택 · 캐나다   |

#### 여자
| 종목         | 1위                        | 2위                        | 3위                    |
| 500m 자세히  | 진 윌슨 · 캐나다           | 엘리자베스 듀보이스 · 미국 | 키트 클레인 · 미국     |
| 1000m 자세히 | 엘리자베스 듀보이스 · 미국 | 해티 도날드슨 · 캐나다     | 도로시 프레이니 · 미국 |
| 1500m 자세히 | 키트 클레인 · 미국         | 진 윌슨 · 캐나다           | 헬렌 비나 · 미국       |

## 참조
- IOC 데이터베이스
- 1932년 제3회 레이크플래시드 동계 올림픽 보관됨 2006-02-08 - 웨이백 머신